# María Luisa Sepúlveda
María Luisa Sepúlveda Maira (Chillán, 14 d'agost de 1883 - ibídem, 4 d'abril de 1958) fou una pedagoga, pianista, violinista, cantant, investigadora i compositora xilena.
Va ser una de les primeres dones llicenciades en la carrera de composició musical a Xile. Destacà per la seva creació d'un repertori d'obres didàctiques vocals i instrumentals per ser utilitzades en el mitjà nacional juvenil. La seva obra va tenir difusió a Amèrica i a Europa. També va escriure assajos dins de les tendències nacionalistes del moment i va recopilar música popular xilena. Això va repercutir enormement en la seva obra, que a més va recollir influències impressionistes, romàntiques i d'avantguarda.

## Biografia

### Inicis de la seva carrera

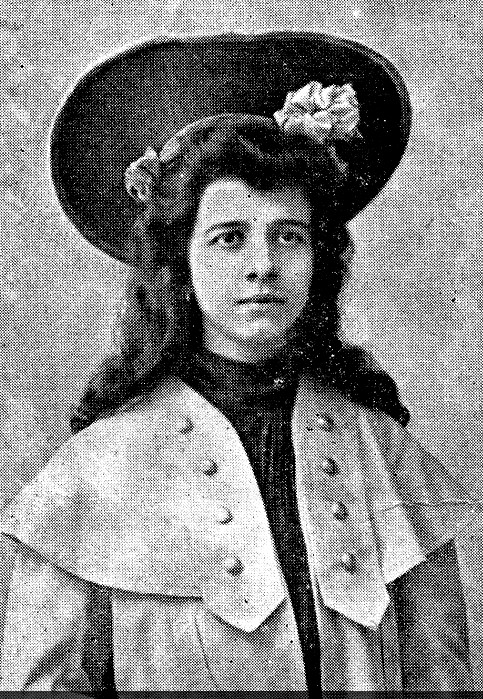
María Luisa de nena. Imatge que acompanya l'article "Conservatori Nacional de Música i Declamació: fundat a Santiago de Xile l'any 1849"

Els seus pares van ser Bernardo Sepúlveda, professor de filosofia i idiomes, i María Mercedes Maira Gaete, que escrivia poesia. En Chillán, la seva ciutat natal, María Luisa va estudiar al Liceu de Nenes, i en 1898 va ingressar al Conservatori Nacional de Música a Santiago. Incentivada després d'escoltar una audició d'Amelia Cocq, va començar a estudiar piano en el Conservatori amb el professor Bindo Paoli, llicenciar públicament el 1905. També va cursar estudis de violí amb José Varalla i d'harmonia, composició i contrapunt amb Luigi Stefano Giarda i Domingo Brescia.
En 1918 va rebre el títol de concertista i de professora de piano. El seu reeixit examen final va ser corroborat en una elogiosa carta del seu professor Paoli, qui la va considerar entre les seves deixebles més destacades, amb talent tècnic i la va recomanar per a l'ensenyament d'aquest instrument. En 1918 va obtenir el títol de compositora amb una romança sobre versos d'un lied de Schubert. Formaven part del jurat els mestres Enrique Soro, Giarda i Raúl Hügel. Paral·lelament al piano, va estudiar cant líric, rebent un diploma en 1919. A això se sumà també un fort interès per la literatura. Aquell any, amb la seva composició Bourrée per a piano, va obtenir el primer premi en el concurs musical de la revista Zig-Zag, que va publicar sota el pseudònim "Alfonso i Corbalán".
A més d'aquesta Bourrée, altres composicions van ser guardonades amb els següents premis: Ateneu de Valparaíso (1924), Creu Vermella Xilena, Premi Teatre Xilè, Premi Direcció d'Informacions, Premi Societat Amics de l'Art (1940), Institut d'Extensió Musical de la Universitat de Xile (1948), Municipalitat de Santiago i Premi Marcial Martínez, atorgat per la Facultat de Ciències Jurídiques i Socials de la Universitat de Xile (1949).

### Foment i recerca de la música a Xile
Va ser nomenada professora de piano del Conservatori, càrrec que va exercir durant sis anys, entre 1918 i 1931. També va ensenyar harmonia i folklore a l'Escola Vocacional d'Educació Artística de Santiago. Va començar a treballar en direcció orquestral el 1916, any en el qual va formar una orquestra composta únicament per dones anomenada "White Orchestra", al·ludint al vestuari enterament blanc dels seus components, debutant en un concert amb obres de Gillet i una Serenata de Luigini. Les integrants eren part del professorat del Conservatori Nacional i la iniciativa va ser tot un èxit. També va exercir com a ajudant de Pedro Humberto Allèn en la formació del "Cor femení" fundat el 1923, un dels tres cors que va tenir la Societat Bach amb la finalitat d'ampliar la Societat i de fomentar l'art musical a Xile.
Va participar en la fundació, amb data del 3 de febrer de 1943, de l'Associació Folklòrica Xilena (actualment Societat del Folklore Xilè) al costat d'Aureliano Oyarzún Navarro, Ismael Edwards Matte, Domingo Santa Creu, Oreste Plath, Ricardo Donoso, Raúl Silva Castro, Benedicto Chuaqui, Andrés Sabella, Carlos Lavín, Oscar Cortés, Humberto Grez, Leopoldo Pizarro, Vicente Reyes Covarrubias, Víctor Castro, Gualterio Looser, Luis Gómez Catalán, Alberto Ried, Remigio Acevedo, Carlota Andrée, Camila Bari de Zañartu, Emilia Garnham, Carlos S. Reed, Sady Zañartu, Juana Risi de Maldini i María Bichón. Es va considerar com a socis a tots els que van assistir a la primera reunió.
Es va interessar també en la recerca musical, on destacà la recopilació que va realitzar de cançons populars en el seu Cançoner xilè, escrit per a cant i piano. Segons Samuel Claro, María Luisa Sepúlveda es troba amb Pedro Humberto Allèn, Carlos Isamitt i Carlos Lavín en la "generació de músics que van decidir agregar la tasca de recerca a la de creació", i es pot doncs considerar Sepúlveda una de les iniciadores de la recerca musicològica a Xile. El 1947 publicà en la Revista Musical Xilena un article sobre els pregons que defineix com a mitjà per posar de manifest "un dels aspectes més interessants de l'ànima popular". Aquest article transcrivia, a més, sis dels pregons recollits per la compositora. El seu treball complementaria el treball musicològic de recopilació folklòrica, aborigen i criolla que estava realitzant paral·lelament Pedro Humberto Allende. Més tard va editar La veu del passat: pregons santiaguencs antics i altres temes folklòrics, on va transcriure i il·lustrar amb dibuixos l'antiga tradició del pregoner i altres temes populars. També va publicar una recopilació de cançons i tonades del segle xix.
Finalment, enfocada fortament a l'educació musical, va escriure el seu Nou mètode de guitarra: per aprendre a tocar per xifra i per música sense mestre, obra que va tenir diverses edicions, i L'amic del nen, un mètode per a l'ensenyament del piano que va tenir molt èxit a Llatinoamèrica. En destaquen els seus Cants escolars, pels quals va rebre un premi de la Universitat de Xile.
Va compondre cançons amb poemes de Gabriela Mistral, amb la qual mantenia correspondència. En una de les cartes que es conserven a la Biblioteca Nacional de Xile l'autora assenyala que es va assabentar per un conegut comú que Gabriela Mistral havia mostrat interès en què continués amb la musicació d'alguna de les seves poesies.

### Llegat
Les seves alumnes de piano com Olga Aguilar, Adriana Saavedra, Ana María Tagle, Olga Zagal o Pilar Incháustegui no van tenir renom. Existeix un bust de María Luisa en el Museu de l'Educació Gabriela Mistral, però ningú sap les circumstàncies per les quals hi va arribar ni si es va acompanyar o va registrar documentació alguna de la seva inauguració, si és que mai va ser inaugurat. Segons una publicació del Servei Nacional del Patrimoni Cultural del Departament de Drets Intel·lectuals de Xile, María Luisa va participar en la Societat de Compositors Nacionals, en l'Associació Folklòrica de Xile i en l'Aliança d'Intel·lectuals per a la defensa de la Cultura i en 1951, va ser diplomada per la International Folk Council de Londres i va entrar com a membre de l'Associació de Compositors de Londres.
Va morir a Santiago de Xile el 1958.

## Anàlisi de l'estil musical
El catàleg d'obres de María Luisa Sepúlveda inclou obres didàctiques, mètodes d'aprenentatge, cançons per a veu i música instrumental.
És característica de la seva obra compositiva l'assimilació que va fer de la música folklòrica xilena. Això ha portat al fet que alguns l'assenyalin com a nacionalista, ja que molts dels elements del folklore recopilats són incorporats a les seves partitures (Canción de Corhuillas, Así lo hace Juan).
No obstant això, la seva obra és eclèctica i prenc també elements del saló vuitcentista. En les seves partitures està present la influència de l'impressionisme, neoclassicisme i romanticisme, la impremta del nacionalisme xilè i les avantguardes musicals foranes amb les quals va estar en contacte de forma indirecta. És per això que s'aprecien en la seva música recursos com la politonalitat, paral·lelismes d'intervals de quarta, cinquena i novena, atonalisme lliure i utilització colorista de la dissonància, sobretot en els seus estudis i obres per a piano (Dos Estudis per a piano, La Palmatoria de Locita de les Monjas Clarisas, Atabales Sombríos...etc). El romanticisme i la influència impressionista està més present en les seves obres per a cant i acompanyament instrumental i en les seves obres corals, a les que destaquen el bon domini de la sintaxi musical en funció de la sintaxi literària. Finalment, cal destacar que la seva sensibilitat pel mitjà físic i el seu entorn es veu reflectida en un extens repertori de cants i estudis que poden denominar-se obres "descriptives", ja que retraten estades de la vida quotidiana o recreen musicalment el sentit dels versos de connotades plomes de la lírica nacional (Toque de campanas i El afinalor de Dos Trozos para piano).

## Obres
Orquestra
- Estudio sinfónico, 1932
- Greca, 1932
- Canción de las Corhuillas, 1940
- Trutruka, 1940

Orquestra simfònica i solista

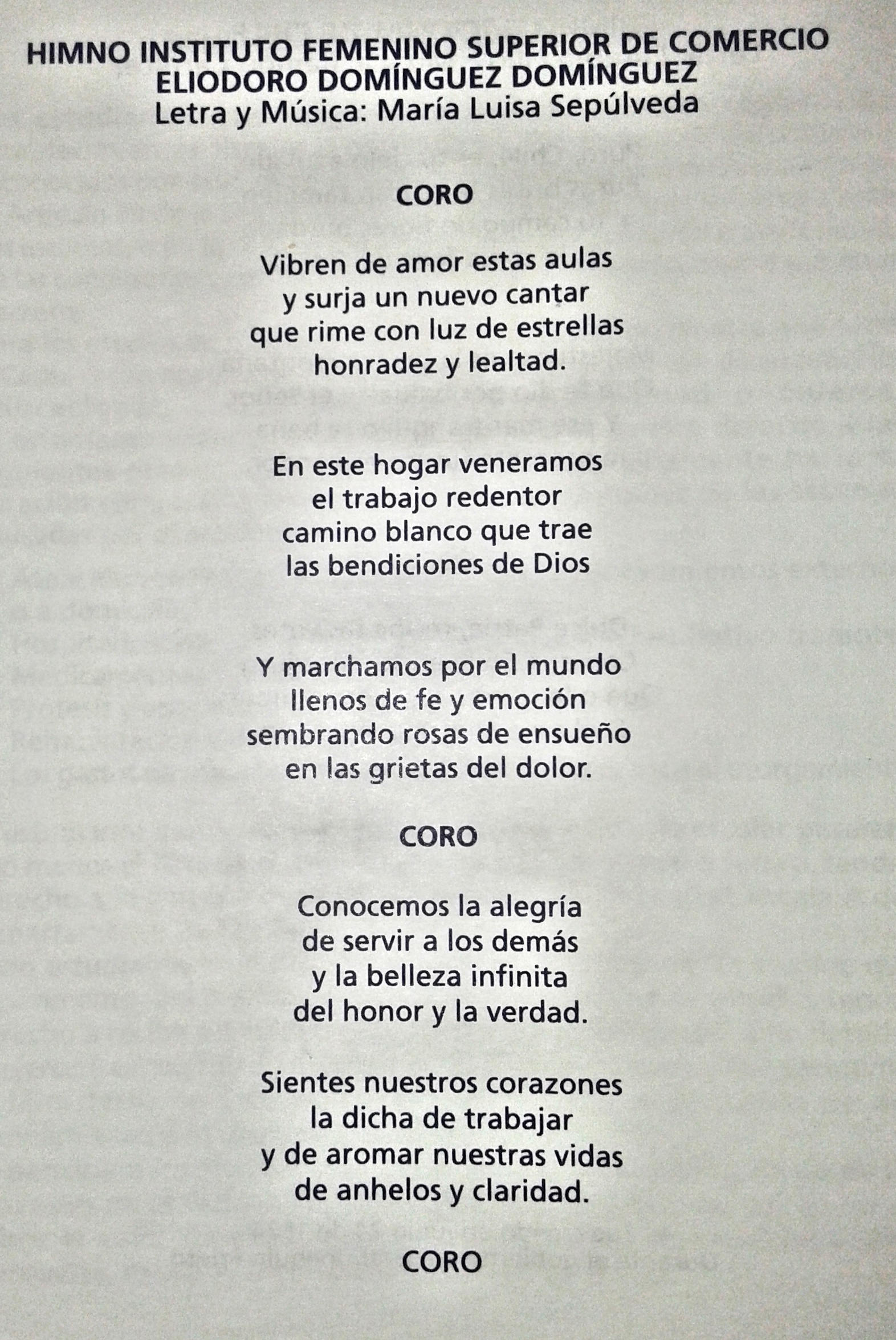
Lletra de l'Himne a la dona moderna

- Suite, per a piano i orquestra de cambra, 1940

Cor amb acompanyament
- Himno a la moderna mujer, cor i orquestra, 1925
- Así lo hace Juan, cor i orquestra, 1945
- Himno a la Cruz Roja Chilena, cor, piano
- Himno al Orfeón Catalán, cor i orquestra

Cor
- Álbum de Navidad
- Cuatro cantos corales
- Dos canciones sacras
- El aire
- El imposible
- Quodliber
- Romance de Curicó

Veu i piano (tot cançons)
- Cancionero chileno, 1937.[9] Cançons populars antigues per a veu i piano.
- Canciones escolares, 1926
- Cantos escolares, amb versos de Julio Barrenechea, Andrés Sabella, Manuel Magallanes Moure, Oscar Jara Azócar, Gabriela Mistral i Pablo Neruda, entre d'altres.
- Cuando odo la canzone
- De vuelta de un gran cariño, 1937
- El maquinista del tren
- India pálida
- Iré por otros cielos
- L'Angellus
- Romanza, 1919
- Ronda de niños
- Ronda de paz
- Ronda primaveral
- Te quiero porque te quiero, 1921[4]
- Vivir, 1931
- Voy perdiendo hasta tu sombra
- Yo nunca, nuca más
- Zamacueca

Veu i guitarra
- Cançons i tonades xilenes del segle dinou: per a cant i guitarra, 195-?

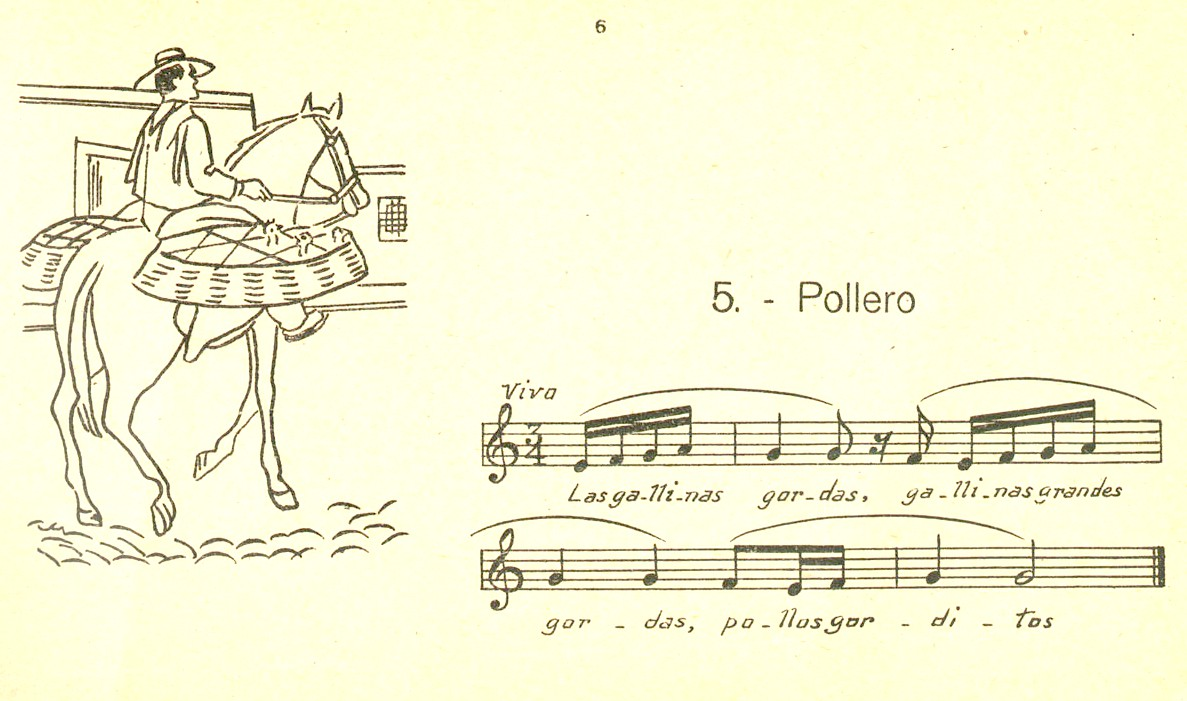
Pregó del "Pollero", La veu del passat

- # Aloja
- # Liray
- # Destino
- # Bartolillo
- # Chihuayhuey
- # Reliquias y escapularios
- # No hay corazón como el mío
- # Cañadilla
- # ¡Ay! negro, qué hemos de hacer
- # Tenéme en tu corazón
- # Sauce
- # Dile a la otra que se vaya[10]

Veu sola
- La veu del passat: pregons santiaguencs antics i altres temes folklòrics, 1942. Conté pregons de carrer i cridades de venedors dels vells carrers de Santiago.[11]
- Col·lecció de cants, 1928:

1. Canción nacional / Ramón Carnicer
2. Canción del estío / text Juana de Ibarbourou
3. La canzone della rosa / G. Raff
4. Canto D'Addio dell'Augello Migrante / F. Mendelssohn.[12]

Conjunt instrumental
- Andante, violí i piano
- Cançó, violí i piano
- El Pulchén, violí i piano
- Fantasia sobre l'Himne de Yungay, 2 pianos
- Segon piano per a l'Estudi 23 op. 125 de Heller, 2 pianos
- Preludi de la Suite Holbergs de Grieg, 2 pianos

Piano
- Atabales sombríos, estudi dodecafònic[4]
- Bourrè, 1916
- Cantares de mi tierra nativa
- Carrousel, 1931[13]
- Ciaccona
- Corazón, 1928, tonada xilena
- Dos estudios para piano, 1924
- Dos trozos para piano, 1929
- # El afilador.
- # Toque de campanas.
- El amigo del niño: método moderno de piano 1a. parte, 1963[14]
- Hoja de álbum
- Locita de las monjas clarisas
- # Jarrita.
- # Palmatoria.
- # Brasero[15]
- Scherzo
- Seis piezas fáciles

Altres obres per a solista
- Dues tonades, guitarra
- Nou mètode de guitarra: per aprendre a tocar per xifra i per música sense mestre, 196-?[16]
- Meditació, violí
- Preludi, arpa, 1929
- Preludi, guitarra.